# Abderrahmane Hadj-Nacer
Pour les articles homonymes, voir Hadj (homonymie) et Nacer (homonymie).
Abderrahmane Hadj Nacer, né le 31 octobre 1951 à Alger, est un économiste algérien.

## Biographie
Hadj Nacer naît le 31 octobre 1951 à Alger. Il est le cousin germain de Moufdi Zakaria, l'auteur du Kassaman, l'Hymne national algérien.
Docteur en sciences économiques, il fait ses premiers pas dans le monde de la finance comme associé gérant à la banque Lazard. Il dirige ensuite le département des affaires économiques de la présidence de l’Algérie, de 1985 à 1989, avant d’exercer les fonctions de gouverneur de la Banque centrale d'Algérie, de 1989 à 1992,.
Il dirige ensuite l’Union Bank, la première banque d'affaires créée en Algérie (1995-1997),. Il se retire de l’actionnariat de l’Union Bank avant sa dissolution en 2004 sur décision de justice.
Le 30 avril 2021, il est brièvement arrêté par les forces de l'ordre lors d'une manifestation dans le cadre du hirak.

## Publications
- La Martingale algérienne, 2011